# Musée régional des télécommunications en Flandres
Le musée régional des télécommunications et de la radio  est un musée situé à Marcq-en-Barœul, consacré aux télécommunications.

## Historique
Le musée régional des télécommunications et de la radio, a été constituée en 1965, à l'initiative de l'Amicale des Télécommunications de la Région de Lille d'abord avec du matériel technique désaffecté puis complété par des documents d'archives, schémas, photos. C'est le seul musée au Nord de Paris qui possède une collection retraçant l'histoire des télécommunications.
En  2015, des travaux de rénovation  ont été effectués sur les 90 m2 occupés par le musée rue Derain. Depuis avril 2018 le musée vous accueille dans ses nouveaux locaux,place de la victoire.

## Collections
Le musée retrace la naissance et l'évolution du téléphone, télégraphe, de la radiodiffusion durant la première guerre mondiale.
- Présentation de matériel militaire et civil.

### Matériel antérieur à 1900

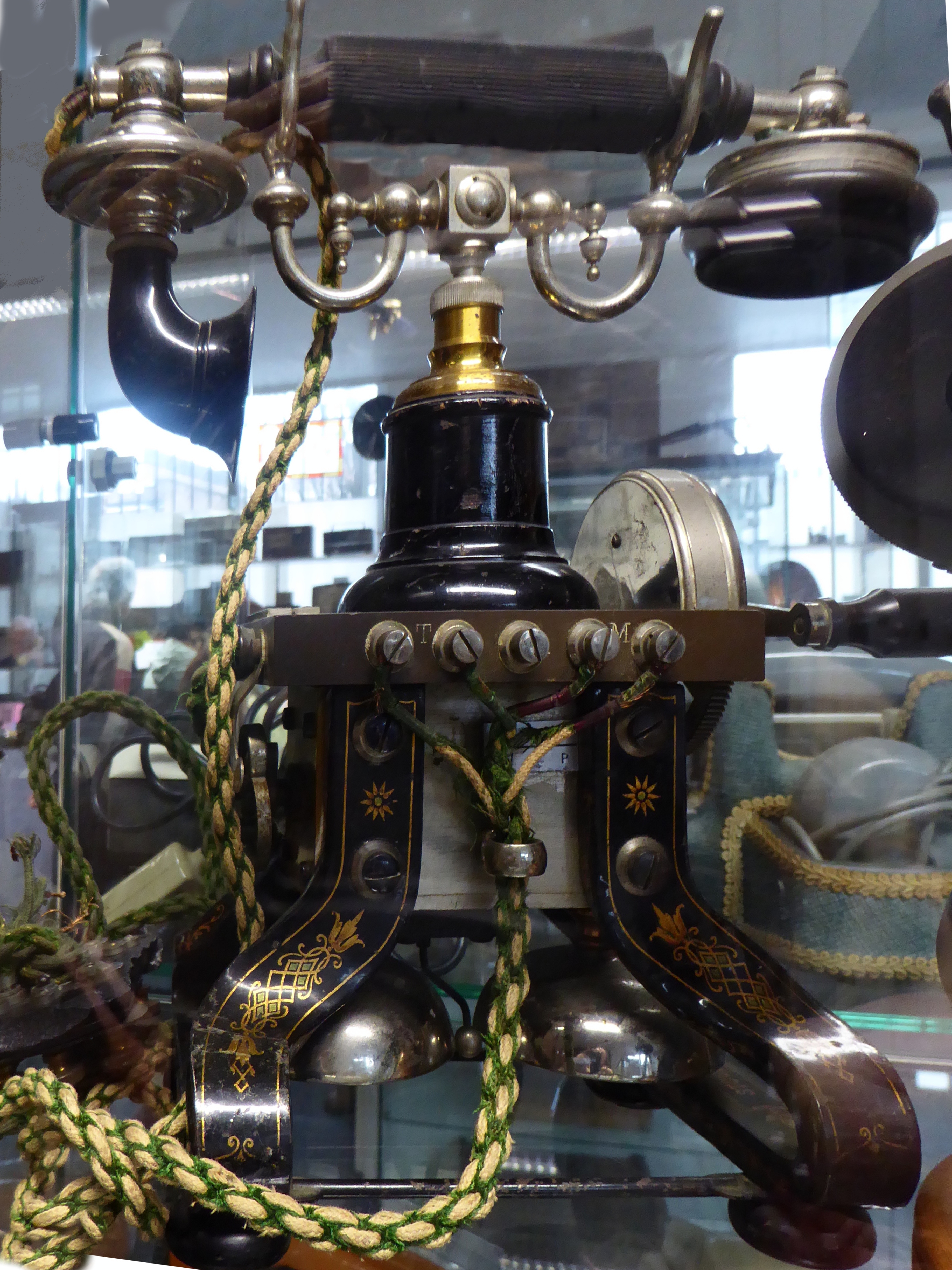
Télégraphie, téléphone Ericsson 1894

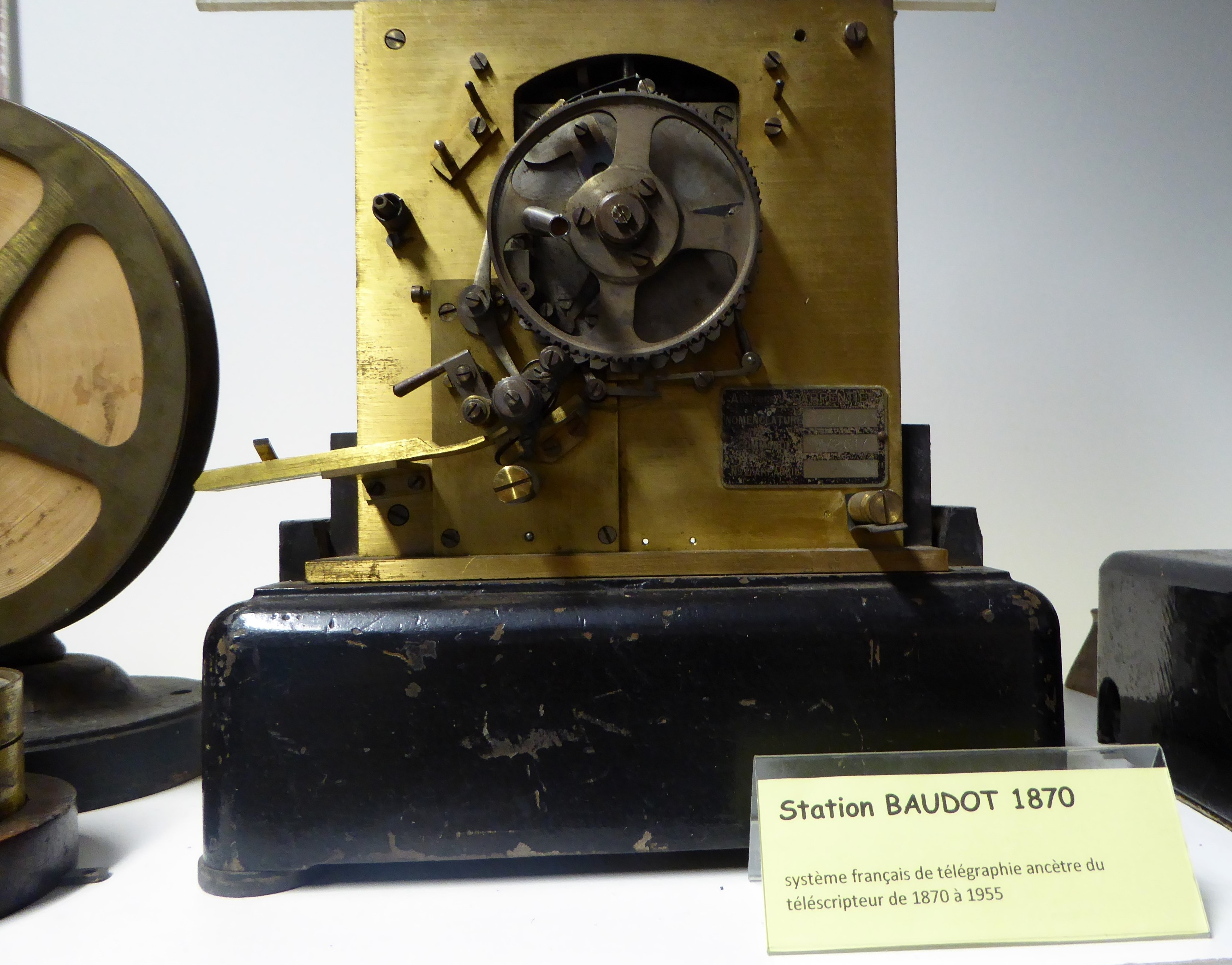
Station Baudot 1870.
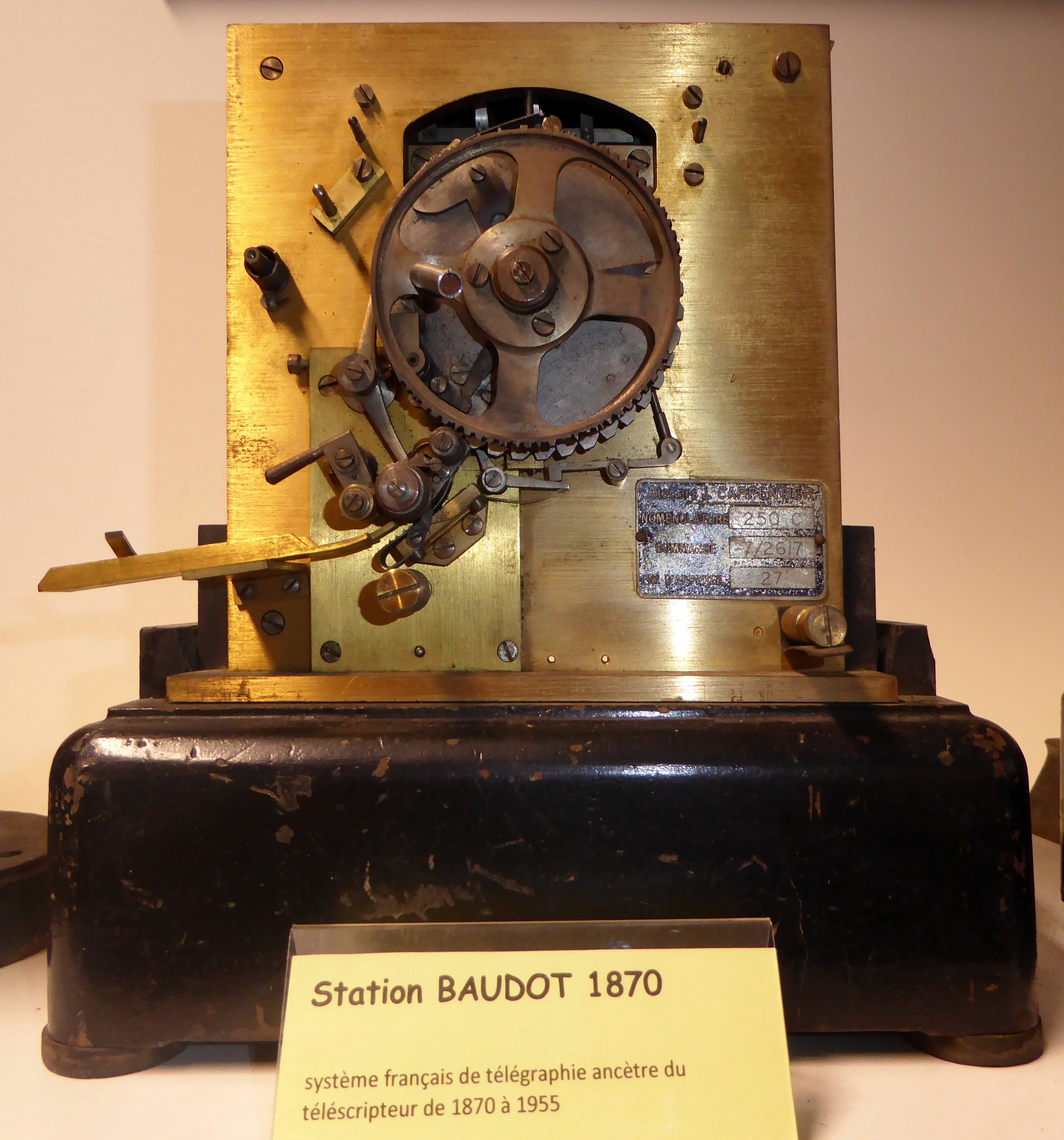
Station Baudot 1870.
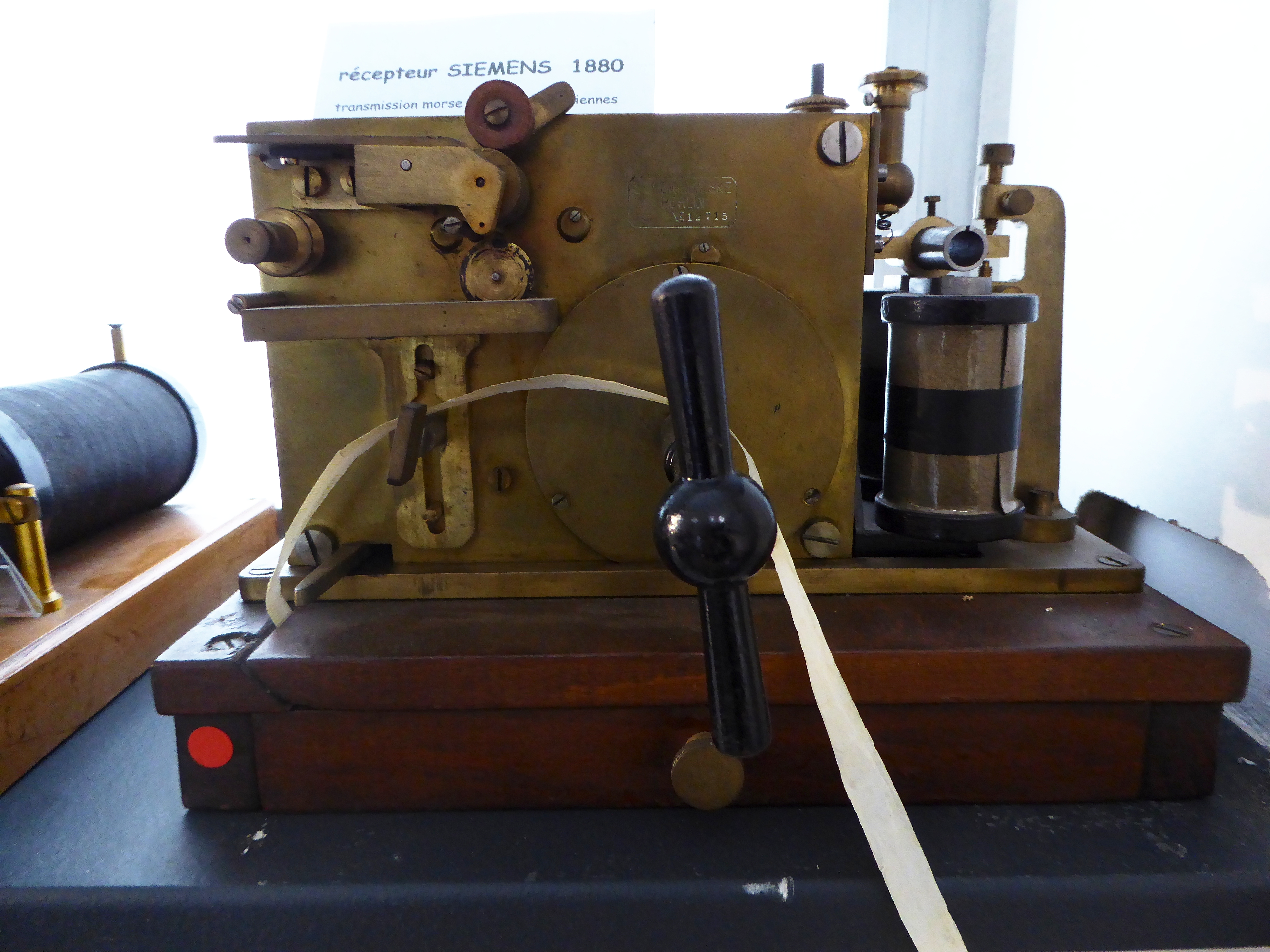
Récepteur Siemens 1880.
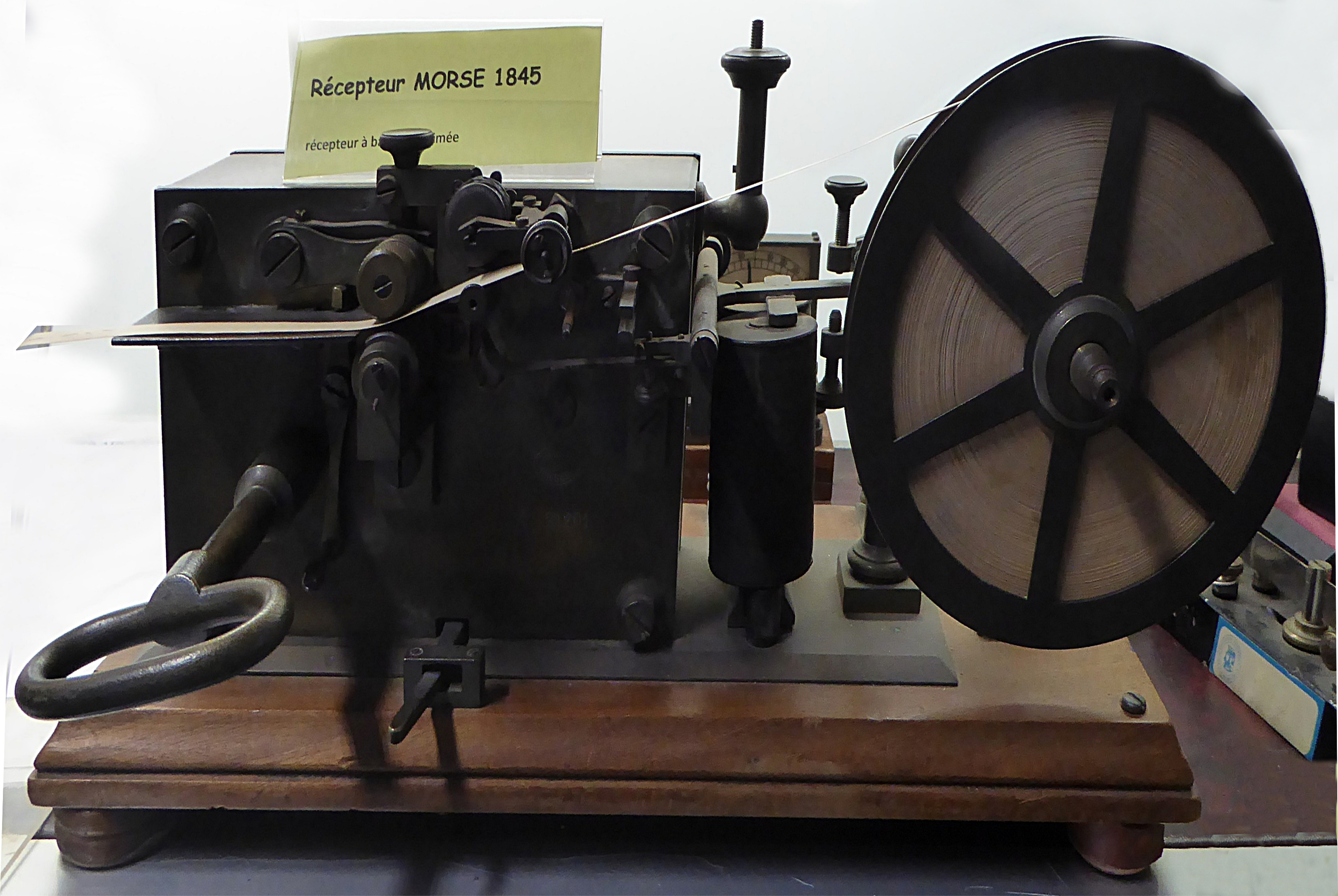
Récepteur Morse 1845

- Station Baudot 1870.
- Station Baudot 1870.
- récepteur Siemens 1880.
- récepteur Morse 1845.

### Matériel postérieur à 1900

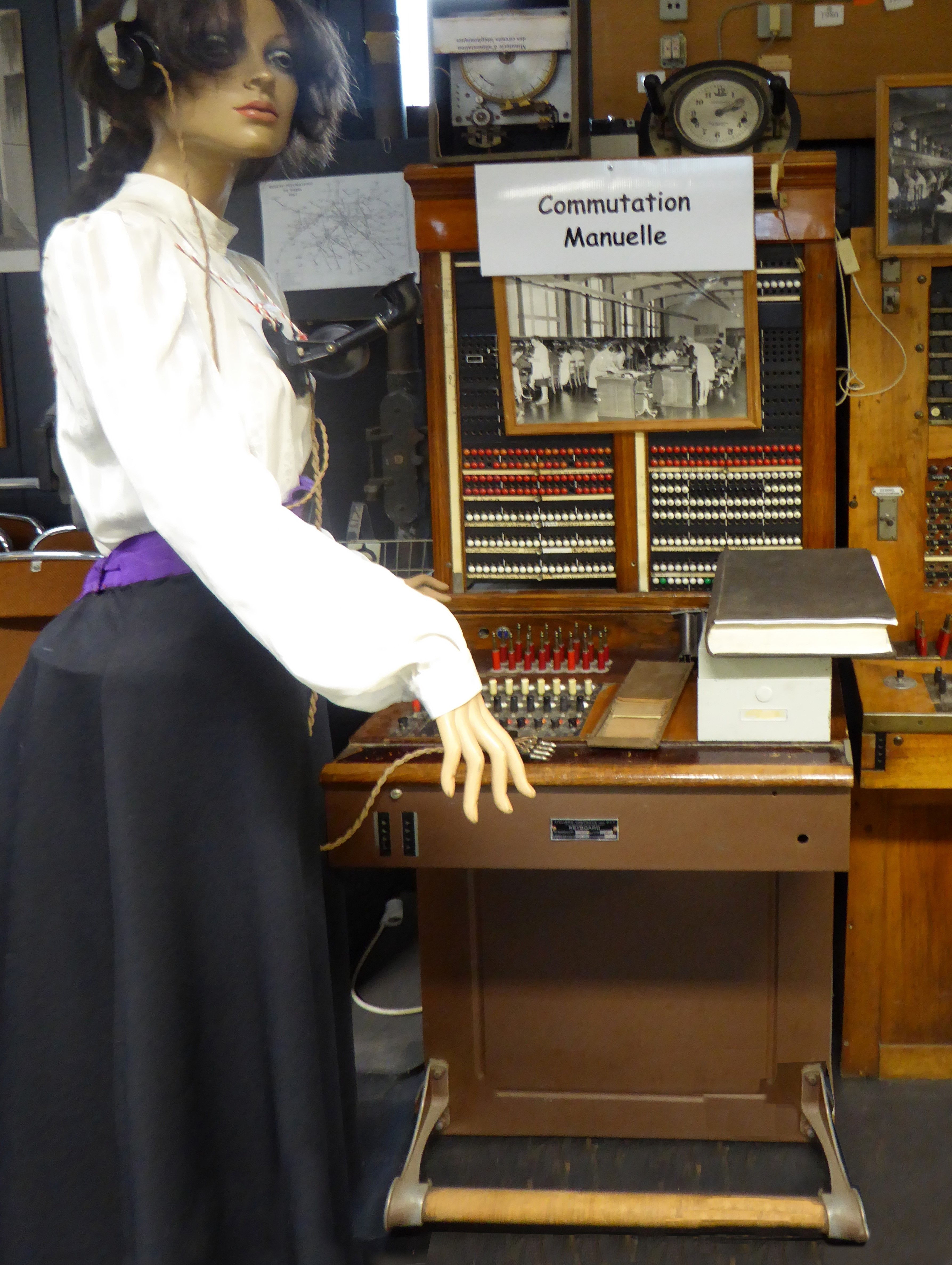
Standard à commutation manuelle.
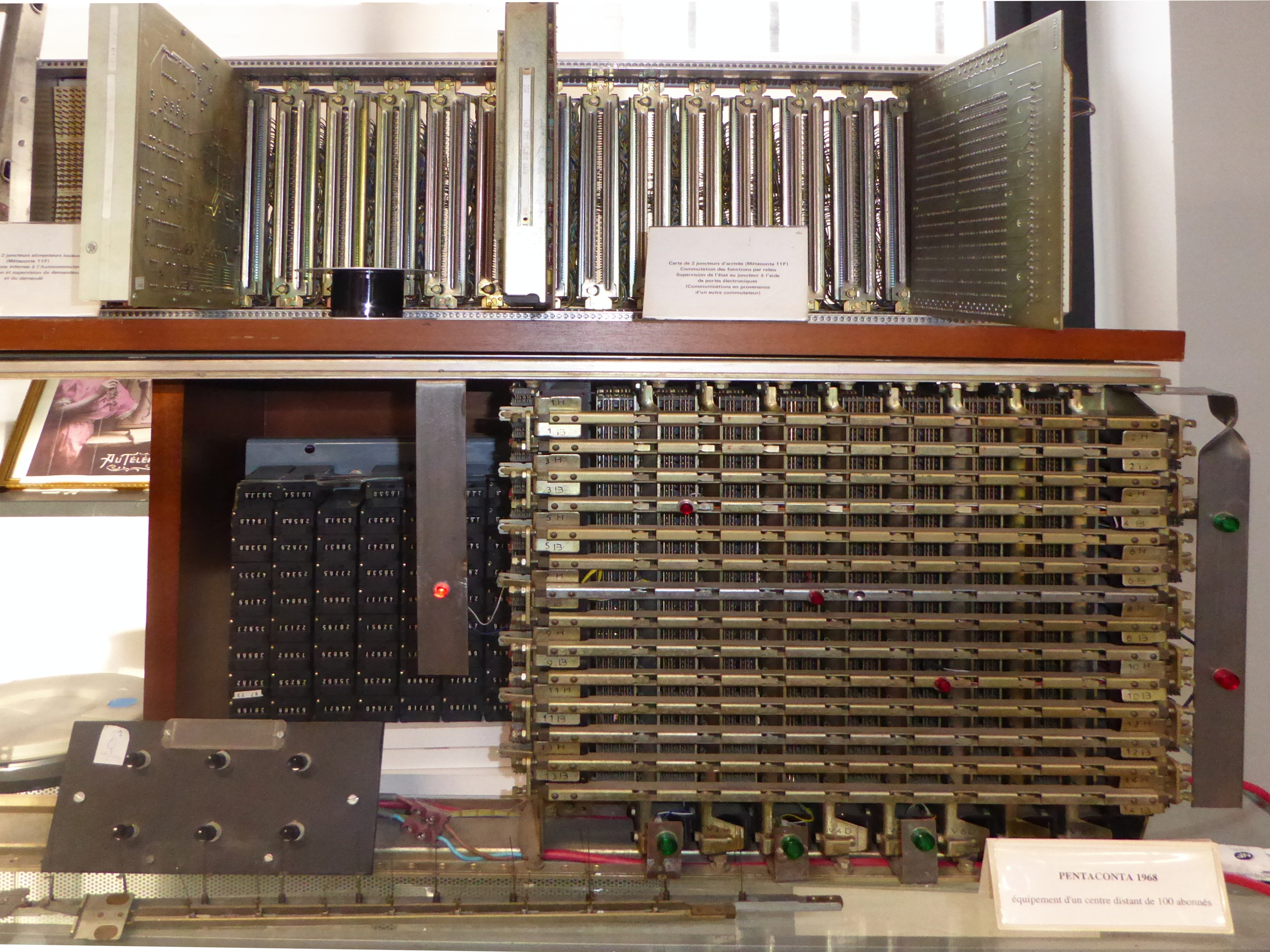
Joncteur et Selecteur-Alimenteur d'arrivée.
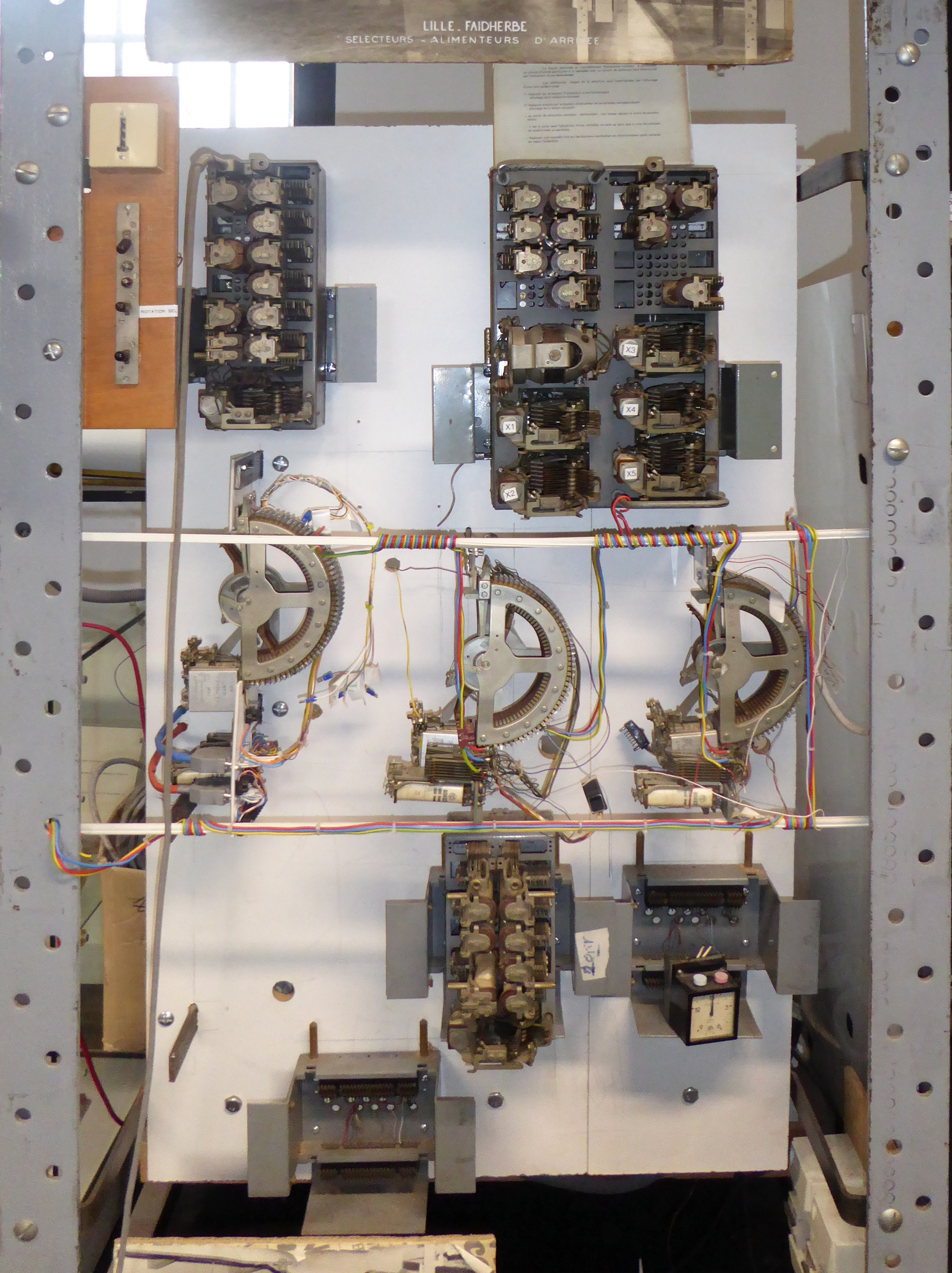
Selecteur-Alimenteur d'arrivée.
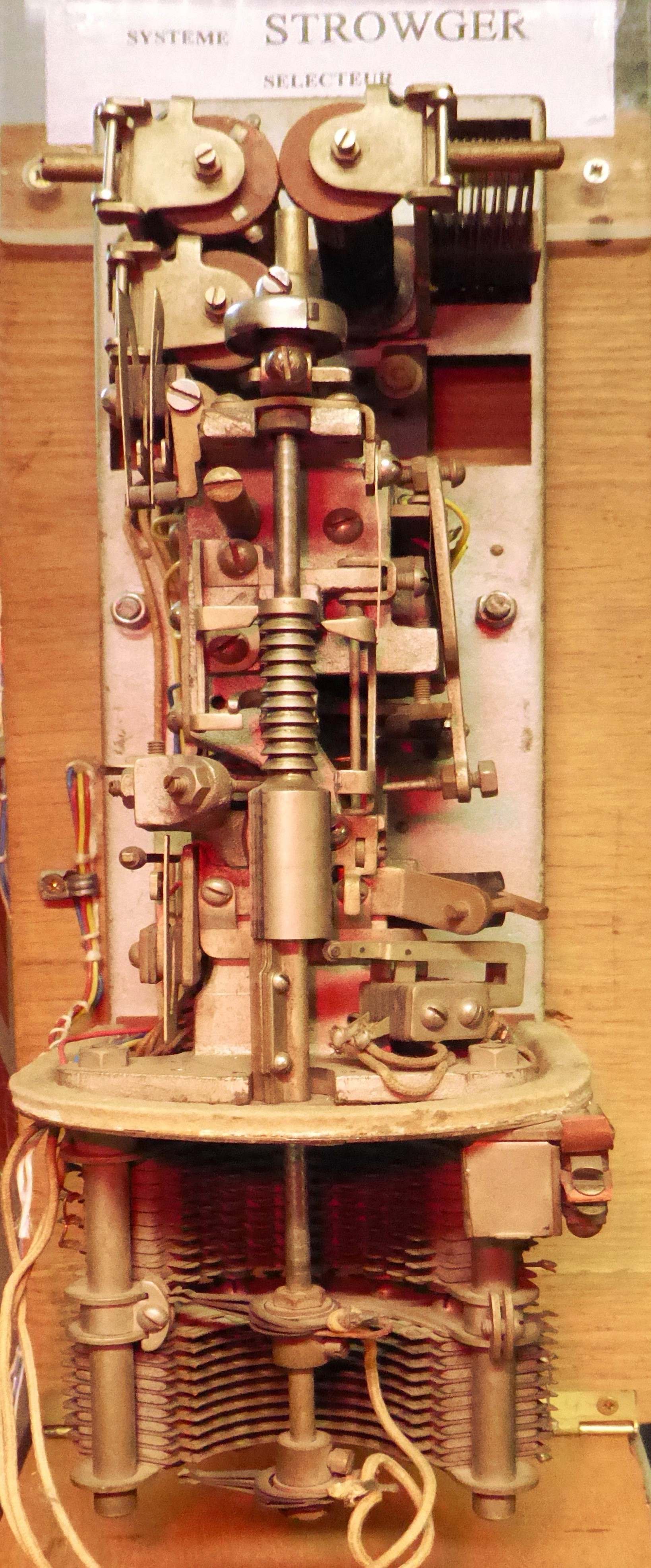
Système Strowger.
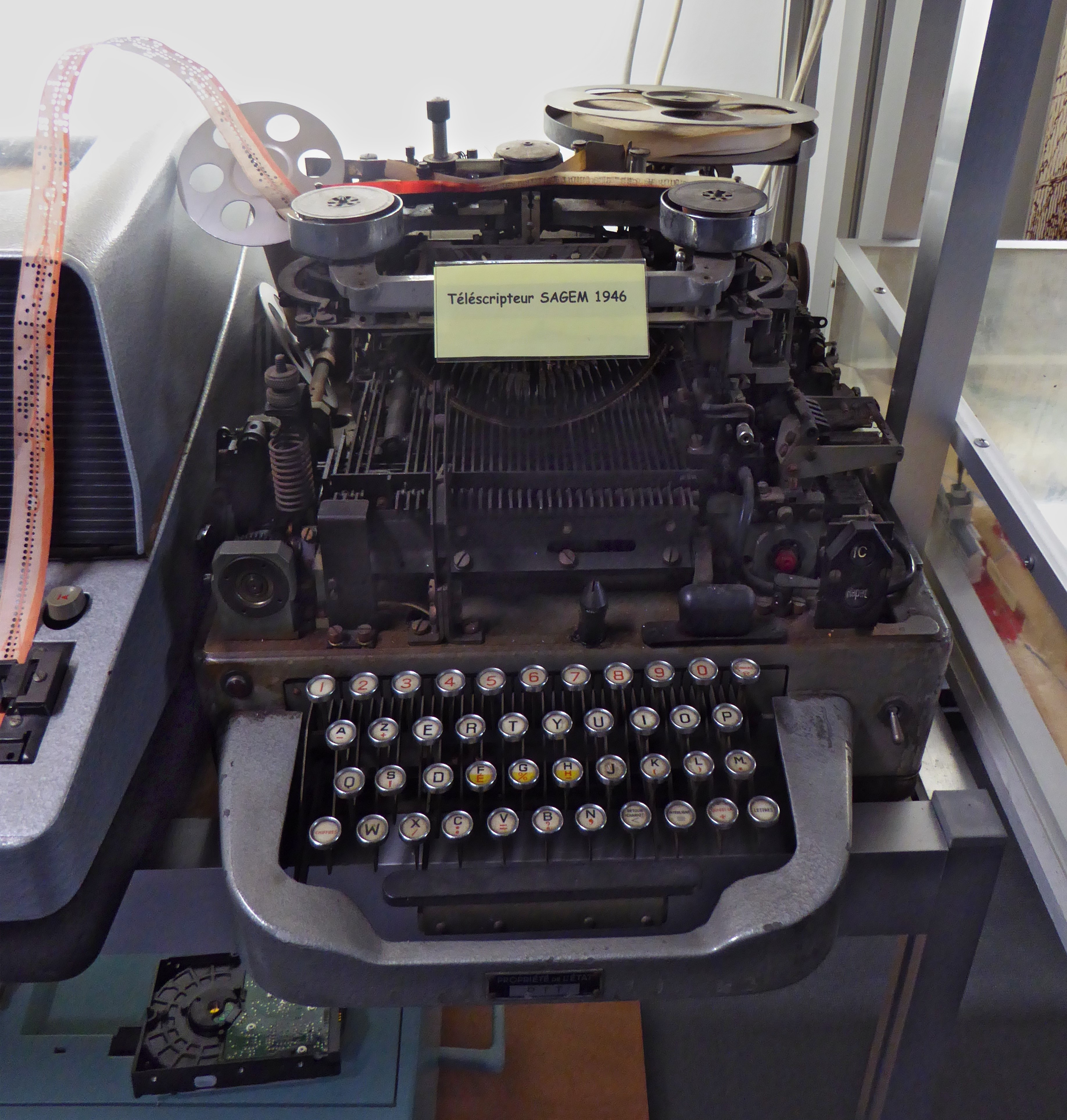
Téléscripteur Sagem 1946.

- Standard à commutation manuelle.
- Joncteur d'arrivée Métaconta.
- Selecteur-Alimenteur d'arrivée.
- Système Strowger.
- Téléscripteur Sagem 1946.